# Seder

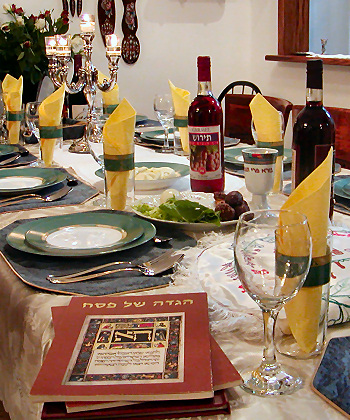
Masă aranjată pentru celebrarea unui Seder, în noaptea de ajun a Sărbătorii Paștilor.

Sederul Paștilor (în ebraică סֵדֶר, "ordine", "rânduială") este un ritual festiv ebraic important celebrat în prima noapte de Pesah (în ziua a XIV-a a lunii[]i Nisan), și în diasporele Israelului în prima și a doua noapte de Paști (XV și XVI Nisan), cu ocazia prăznuirii debutului Sărbătorii Paștilor. Condusă de capul familiei, seder urmează tipicul prescris într-o carte liturgică , Haggadah, care le amintește participanților povestea Exodului.
Masa de seder are o semnificație simbolică, ea  amintind poporului evreu de perioada sclaviei sale în Egiptul faraonic, care este relatată în tradiția biblică.  
Ingredientele principale care sunt alese pentru a comunica această semnificație, sunt următoarele :
1.	Mața מצה - matzá - numitâ românește „pască” sau „azimă”, este o pâine frământată fără aluat sau fermenți, nedospită. Când evreii se pregăteau în grabă să plece din Egipt, nu au avut timp să coacă pâine dospită și, în schimb, au copt acest tip de azimă. Ea este un simbol al robiei și fugii evreilor - Exodul - din Egipt.
2.	Haroset ([https://ro.wikipedia.org/wiki/Haroset%7CHaroset%5Bnefuncțională+–+%5D (în ebraică חֲרֽוֹסֶת  ḥaróset) este un amestec de nuci măcinate, mere
mere, scorțișoară și miere. Acestea simbolizează mortarul folosit de robii evrei în Egipt]n munca pentru construcțiile Faraonului.
3. Ou; (Beițá) se fierbe tare și simbolizează viața și renașterea.
4. apa sărată; simbolizează atât lacrimile celor oprimați, cât și cele produse de bucuria libertății. Oul se înmoaie în apă.
5. Maror: hrean foarte amar, simbolizând greutățile sclaviei.
6.Karpas: un amestec de cartofi fierți sau ridichi și pătrunjel. El se înmoaie în apa sărată și simbolizează atât subnutriția sclavilor evrei, cât și noul anotimp al primăverii.
7.	Zróa: o bucată de carne de vită sau un os. Ea simbolizează mielul pascal și se referă la salvarea evreilor de către brațul lui Dumnezeu din sclavia Egiptului.
Toate acestea se așează pe un platou mare, keara, special pregătit pentru seder.

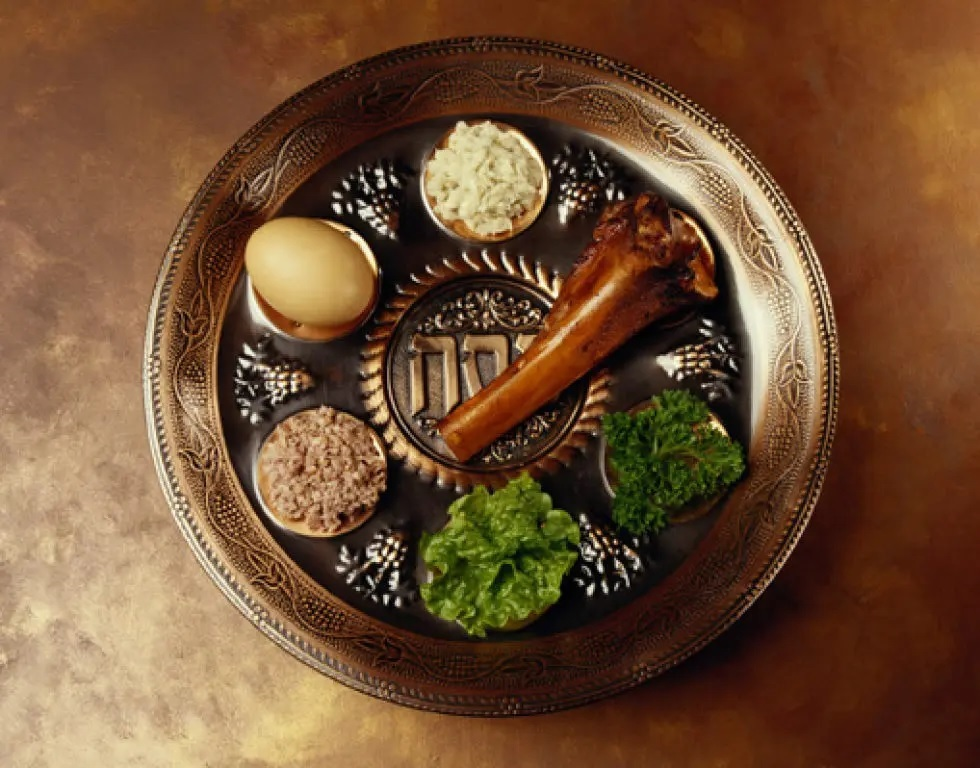
Platoul de paste evreiesc

De asemenea, se mănâncă supă de pui cu găluște preparate dintr-o făină specială de pască și se beau cel puțin patru pahare de vin roșu într-o ordine prestabilită.  
Desertul este o prăjitură făcută tot din făină de pască.

## Origine biblică
În cartea Exodul (Șemot 12:1-14) din Biblia ebraică (corespunzând  Vechiului Testament creștin), se instituie Sederul Sărbătorii de Paști. Însă în lipsa Sanctuarului de la Ierusalim, în diaspora ebraică începând cu anul 70 e.n. s-a renunțat la obligativitatea tăierii unui miel pentru cina pascală.